# 윤조생
판결사공
윤조생(尹祖生, 1384~1460)은 칠원 윤씨 20세이며, 부친은 대제학공 천효이며 조부는 충효공(환, 고려조 문하시중)이다. 조생은 통정대부 장예원 판결사를 지내어 판결사공파조를 이루었다. 조부이신 칠원윤씨 18세조가 5형제로 5방파로 분파되며, 조부인 충효공은 충효공파조(忠孝公派祖)로 장파長派이다. 
| 칠원윤씨 시조 윤시영(尹始榮)은 신라(新羅) 제29대 태종무열왕(太宗武烈王) 시대에 탄생(誕生)하셨으며 벼슬은 태자태사(太子太師)를 지내시고 고명원로(顧命元老)에 이르셨다. 중시조 호장공 거부鉅富이며 칠제백 작위를 받았다. |

판결사공파조 조생의 입향과 후손
조선 초기에 경상도 칠원에서 “정양 갈성” 지금의 정산면 백곡리로 처음 입향하시었으며, 그후 청남면 상장리로 이거하였다. 묘소는 상장리 막곡 명덕봉 산기슭으로 야적장상형(野翟長翔形)의 명당으로 알려져 있다. 재실은 영모재(永慕齋)이며 최근 중건했다.
공의 부친이신 대제학 윤천효공이 공사로 가는 도중에 죽음에 이르러 모친이 걱정과 상심이 매우 컸다. 그 후 자식은 관직에 나아가지 말라는 가르침을 하였다. 이는 자식이 부친의 전철이 우려되어 2남 중 장남인 공에게 “부친의 벼슬길을 본받지 말라하였다”고 한다. 그런데 모친의 뜻을 어기고 관직에 나아갔으며, 공사로 차출하려 함에 그 불효를 노엽게 여겨 조정에 파직 상소를 여러 차례 올렸다고 한다. 조정 의논은 이를 죄라 할 수 없어 폄하(貶下)하여 1417년 정산면 백곡리에 부처(付處)되었다가 바로 사면했다. 이로 인해 판결사공이 청양(옛 정산현)에 정착함에 자손들이 세거하게 되었다.
공께서는 5 남을 두셨는데 아래와 같이 계열을 형성하고 있다.
사직공계(윤연: 무후). 충순위공계(윤적: 일명 하동파). 집현전교리지제교계(윤형: 일명 막곡파,상장리). 군수공계(윤신노: 일명 지곡파): 공주, 청양, 고령, 화성 등에 집성촌을 이루며 평택, 수원, 김포, 여주에도 소수가 거주하고 있다.
사직공계(윤신충: 일명 춘천파. 해대파. 오산파를 형성): 예컨데 신충이 무손과 번손을 낳았고 무손은 무후이고, 번손은 청안현감을 지내고 슬하에 기와 지 두 아들을 두었다. 기는 사형과 사영을, 지는 사보를 낳았는바 사형의 후손은 강원도 춘천, 홍천(일명:춘천파)에서, 사영의 후손은 인양, 아산(일명:해대파)에서 사보의 후손은 목면 화양리(일명:오산파)에서 집성촌을 이루고 있다.
해대파. 오산파. 막곡파. 지곡파 등의 후손들이 정산면, 목면, 청남면 일대에 세거하여 이 지역의 고벌대성(故閥大姓)을 이루고 있으며, 청양에서 23대를 계승해온 종가이다. 충남종가문화 책자(2018년)에 기록되게 하신 분이다. 
판결사공후손의 문과 5명과 무과 58명을 배출하였다.
청양지역의 유력한 사족세력으로 성장한 정산종가는 1596년 이몽학의 난을 평정하는 전투 참여한 순충보작공신 윤춘란(漆平君), 임진왜란 때 호종공신인 윤건(尹健) 및 정난공신 윤검(尹儉)과 병란충신(尹 翊)등 충신을 배출하였으며, 봉림대군의 사부 윤빈(충현서원 원장, 효자 정려). 윤익의 자 효자 윤광은이 숙종때 공조좌랑으로 추증하고 부와 함께 정려를 받았다. 독립운동에 윤병일, 윤병한(炳漢), 윤순태(順泰), 윤기원(起遠) 등을 배출하였다. 또한 현대 인물로 많은 학자와 교육자 및 사법고시. 공무원 그리고 정치가, 경제인 등을 배출하여 여전히 종가의 명맥을 계승해오고 있다.
정기精記  향토사학자 윤경수
참고문헌)

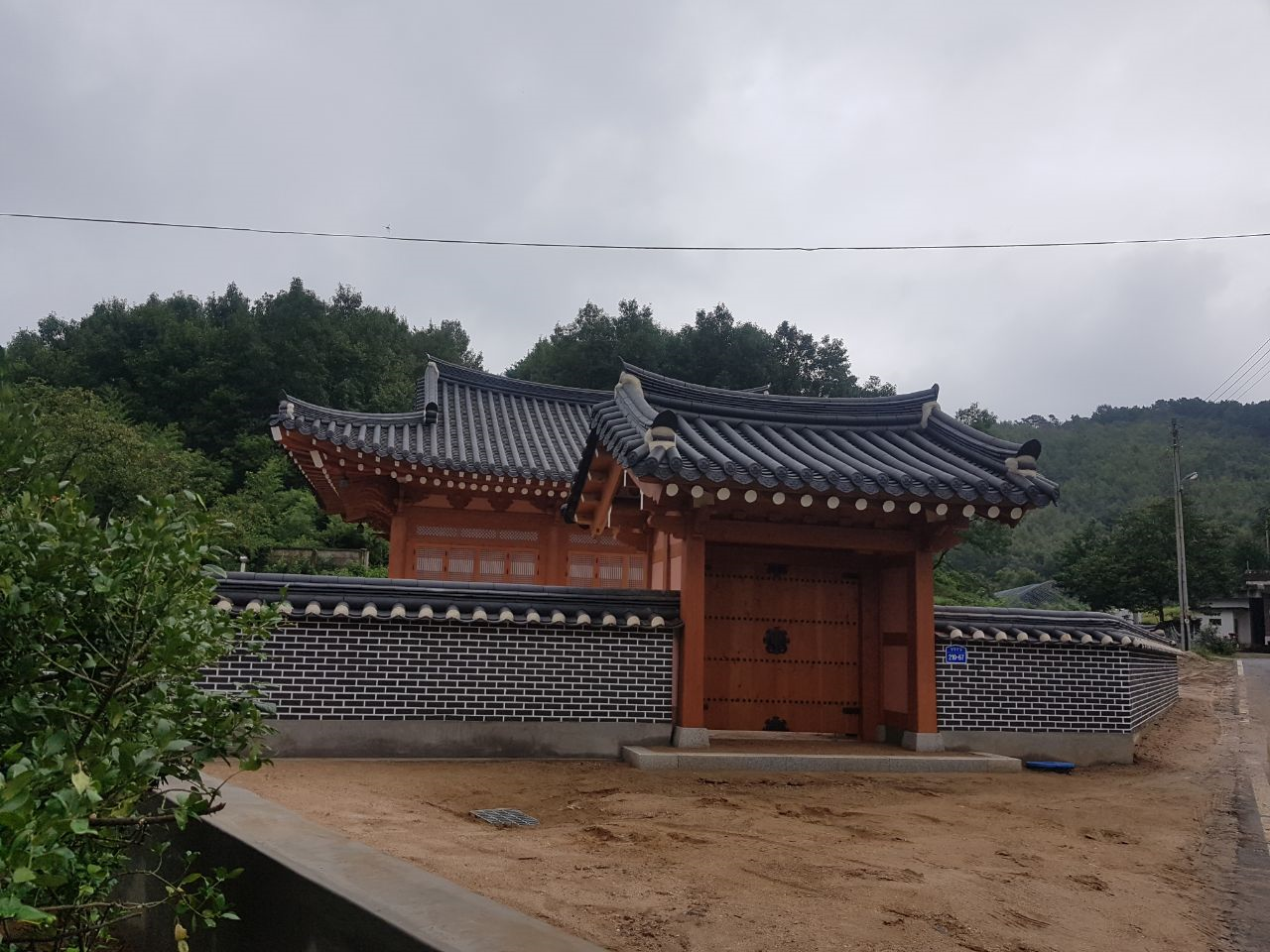
영모재(판결사공 재실)

칠원윤씨 가승. 청남면지. 충남의 종가문화